# Липи Івана Богуна
Липи Івана Богуна — ботанічна пам'ятка природи, розташована у Печерському районі м. Києва по вулиці Садово-Ботанічній, 1; на території Національного ботанічного саду імені М. М. Гришка НАН України. Заповідані у листопаді 2009 року (рішення Київради від 27.11.2009 №713/2782).

## Опис
Липи Івана Богуна — три дерева липи серцелисті віком 350 років. Висота дерев більше 20 м, на висоті 1,3 м дерева мають в охопленні 3-3,4 м. 

## Галерея

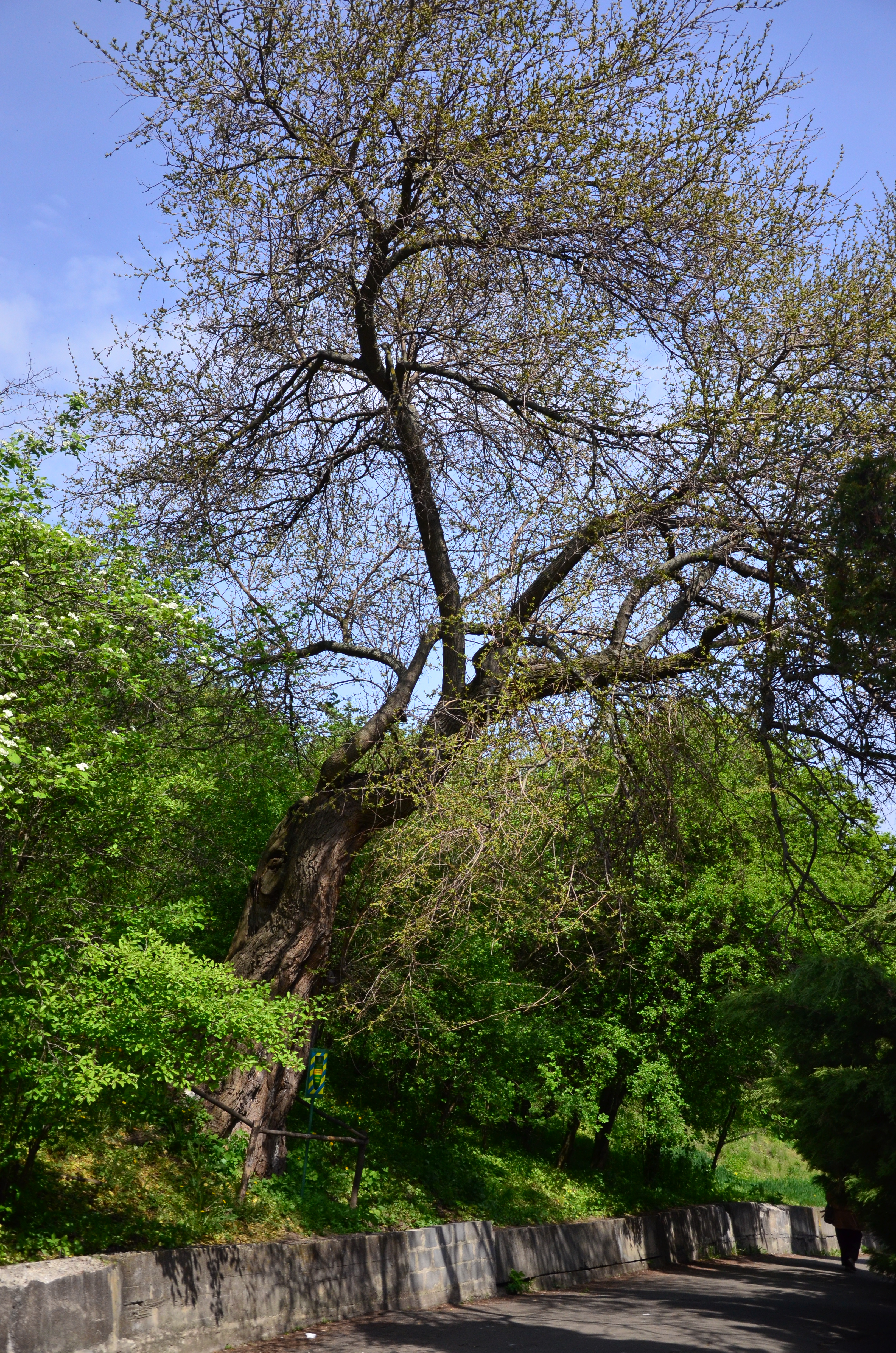
Одна із лип Івана Богуна. 2 травня 2017 року
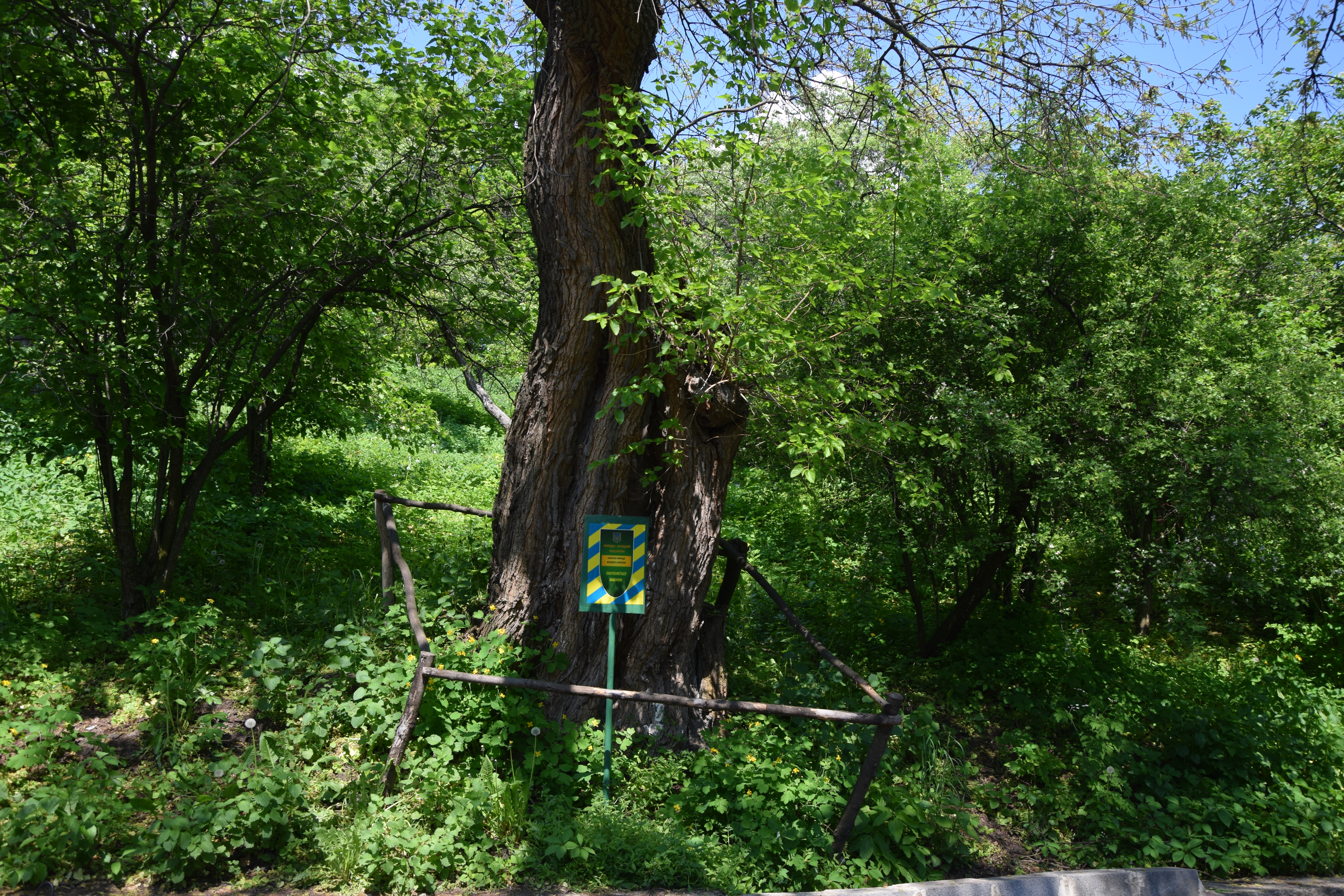
Одна із лип Івана Богуна. 10 травня 2016 року
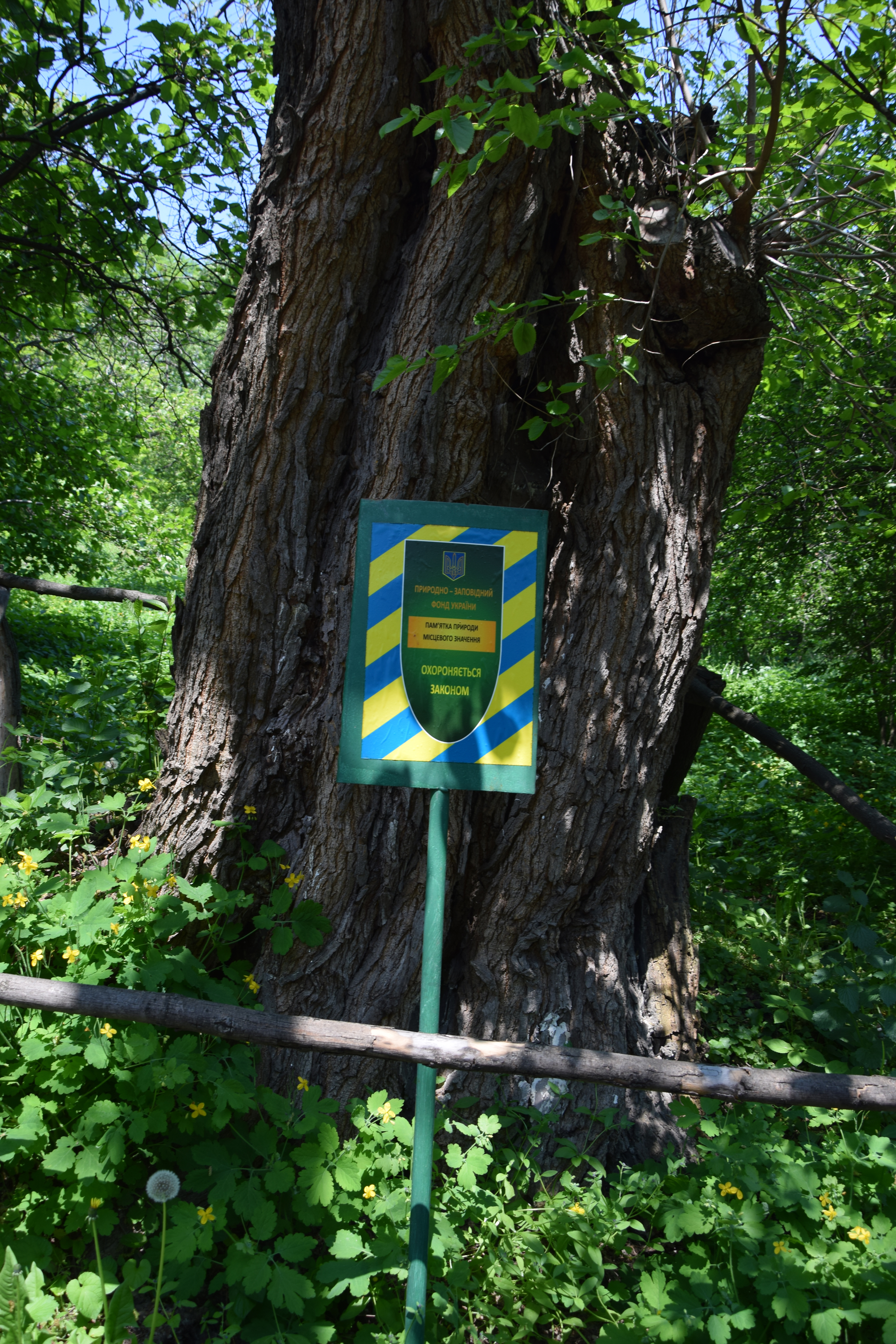
Одна із лип Івана Богуна. 10 травня 2016 року